# 王蔵
王蔵株式会社は、長崎県長崎市に本社を置く、「ビックアップル」「ケイズプラザ」「モナコ」などのパチンコホールを経営する企業。なお本記事では、王蔵の親会社で香港証券取引所に上場しているオークラホールディングスについても説明する。

## 概要
2021年現在、九州地方に8店舗、関東地方に2店舗、関西地方に1店舗、中国地方に1店舗展開している。
近年は年々減収していっており、とくに2020年は新型コロナウイルスの影響によって利益が前年に比べ、83%減少している。
企業のモットーは「カタにならない　カタをつくる」である。

## 沿革
- 1968年(昭和43年)　長崎県長崎市にモナコ会館（現モナコ住吉本店）を開店
- 1984年(昭和59年)　株式会社ケイズ設立
- 2001年(平成13年)　山本勝也、社長に就任
- 2003年(平成15年)　ビッグアップル.秋葉原店を開店し関東地区に進出。
- 2012年(平成24年)　株式会社ケイズを王蔵株式会社に社名変更
  - IKOKA加古川店（現ビッグアップル. 加古川店）を開店し、関西地方に進出。
- 2015年(平成27年)　オークラホールディングス設立。
- 2016年(平成28年)　ビッグアップル. 周南店を開店し中国地区に進出。
- 2017年(平成29年)　オークラホールディングスが香港証券取引所メインボードへ上場。
- 2021年(令和2年)　山本勝也がパラッツォ東京プラザグループの代表取締役社長に就任[3]
- 2023年(令和5年)　会社のイメージキャラにかまいたちが就任。

### 現行店舗
- ビッグアップル 秋葉原店（東京都千代田区外神田）
  - 2003年6月6日より営業。複合ビルの1階部分に店舗を構えている。
- ビッグアップル 加古川店（兵庫県加古川市野口町坂井）
  - 2013年7月9日より営業[4]。開店前までは別店舗が経営する店だった。
- ビッグアップル 周南店（山口県周南市栗屋）
  - 2016年12月23日より営業。開店前までは別店舗が経営する店だった。
- ケイズプラザ 佐世保店→ビッグアップル 佐世保店（長崎県佐世保市三浦町）
  - 2011年の6月まで同系列のケイズプラザの店舗、同年6月22日よりビッグアップルの店舗となっている[5]。
- ケイズプラザ 京町店（長崎県佐世保市上京町）
- ケイズプラザ 大村店→ビッグアップル 大村店（長崎県大村市富の原）
  - 2005年までは別会社経営の店舗であり、跡地が2005年10月より王蔵の店舗となった。ケイズプラザの経営は2010年6月20日をもって終了し[6]、同年6月29日よりビッグアップルとしてグランドオープンした[7]。
  - ビッグアップルの店舗はガイナックスにより監修された店舗であり、『新世紀エヴァンゲリオン』に登場する初号機の実物大1/2スケールである巨大胸像が設置、原作に登場する『特務機関ネルフ』モチーフの入口となっている[8]。
- モナコシャワー 時津店→ビッグアップル 時津店（長崎県西彼杵郡時津町元村郷）
  - 2001年より名称変更し、ビッグアップルとしての営業を行っている。名称変更後はスロット専門店としての営業を行っているが、モナコ時代はパチンコとスロットの両台の設置店だった[9]。
- ケイズプラザ 大波止店（長崎県長崎市元船町）2024年1月14日 閉店.
- ビックアップル.出島店→センクラ 出島店（長崎県長崎市出島町）
  - ルマックスネットワークが経営していた福家　出島店の居ぬき
  - 2023年8月までビックアップル.出島店として営業していた
- ケイズプラザ 大橋店（長崎県長崎市大橋町）
- ケイズプラザ 住吉店（長崎県長崎市中園町）

## 取引銀行
- 三井住友銀行
- 十八親和銀行
- みずほ銀行

## 関連会社
- パラッツォ東京プラザグループ　オークラホールディングス代表の山本勝也が運営している会社[10]。